# Raya de las Carolinas
Raya de las Carolinas är en ort i Mexiko.   Den ligger i kommunen San Juan Evangelista och delstaten Veracruz, i den sydöstra delen av landet, 500 km öster om huvudstaden Mexico City. Raya de las Carolinas ligger 81 meter över havet och antalet invånare är 189.
Terrängen runt Raya de las Carolinas är platt. Runt Raya de las Carolinas är det glesbefolkat, med 17 invånare per kvadratkilometer. Närmaste större samhälle är Estación Juanita, 4,5 km sydväst om Raya de las Carolinas. Omgivningarna runt Raya de las Carolinas är en mosaik av jordbruksmark och naturlig växtlighet.